# Isidoro Bianchi

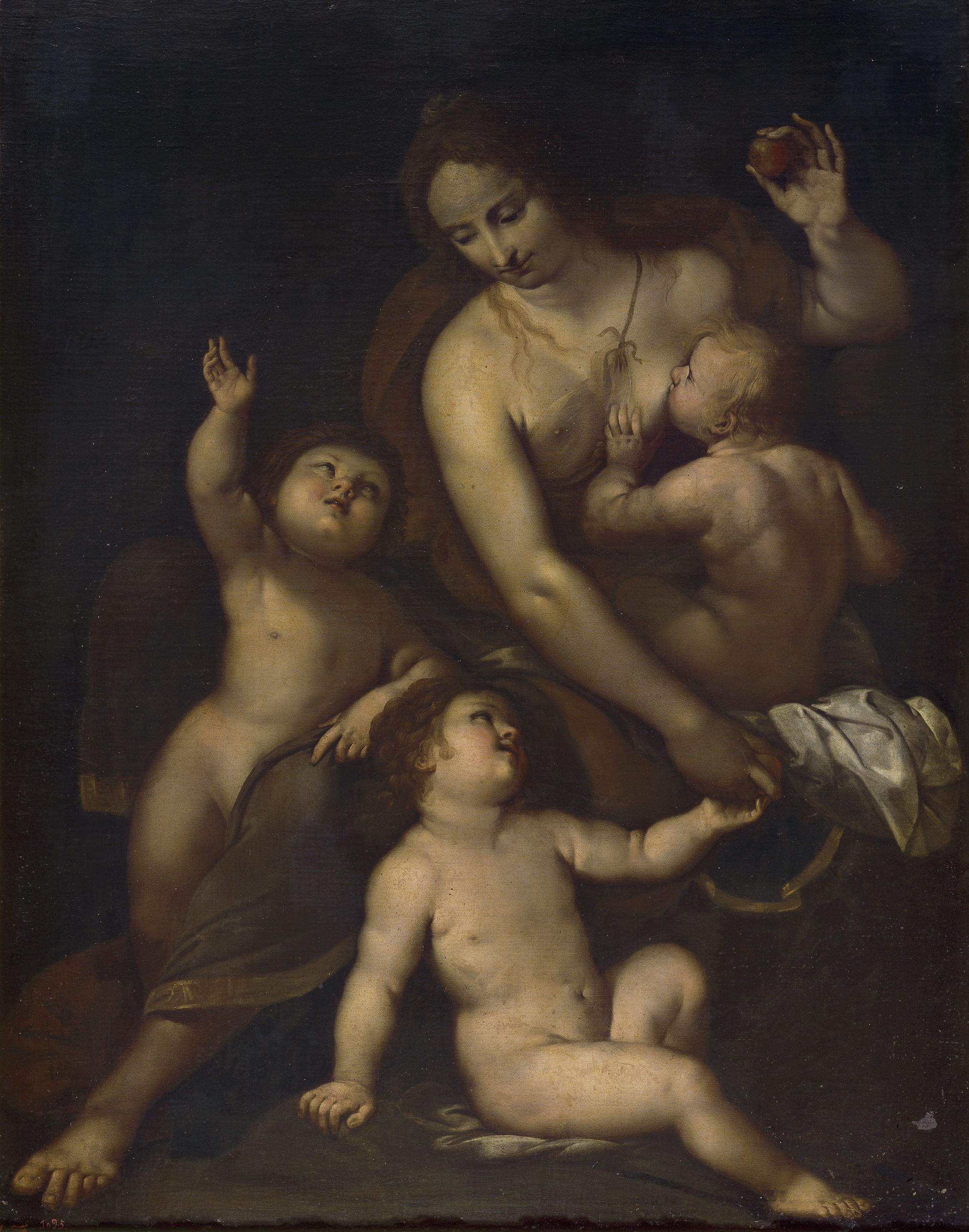
La Caridad, óleo sobre lienzo, 156 x 118 cm, Madrid, Museo del Prado.

Isidoro Bianchi (Campione d'Italia, 20 de julio de 1581-5 de diciembre de 1662), fue un estuquista y pintor barroco italiano.
Nacido el 20 de julio de 1581, hijo de Bernardino y Fiorbellina Ferrari, se desconoce todo lo relativo a su formación. Su primera obra documentada es la decoración del monasterio cisterciense de Santa Maria dell’Acquaffreda que llevó a cabo entre 1598 y 1600. Se sabe que en 1605 hizo un viaje a Praga donde residió hasta 1606. A partir de 1617 se le documenta en Campione d'Italia y en Turín trabajando en estuco y al fresco en el Palacio Real de Turín al servicio de los duques de Saboya, lo que le tendrá ocupado hasta 1620. Al mismo tiempo, en 1618 pintó al fresco en la iglesia parroquial de Santa María Rezzonico en Como. En años sucesivos trabajó en la iglesia de San Fidel en Como y en 1623 en el Castillo de Rivoli. Aquí entró en contacto con Pier Francesco Mazzucchelli, il Morazzone, que ejercerá una influencia determinante sobre su pintura, hasta entonces vinculada a la influencia de Gaudenzio Ferrari. Tras la muerte de Morazzone, en 1626, Bianchi asumió la responsabilidad de la decoración del castillo de Rivoli a base de arquitecturas fingidas y trampantojos, decoración en la que siguió trabajando hasta 1643 y completó con la colaboración de sus hijos Pompeo y Francisco.
En 1632 Víctor Amadeo I de Saboya le nombró pintor de corte. En tal cargo se ocupó en 1633 de la decoración del Castillo del Valentino ayudado por sus hijos. Ennoblecido por el duque, que en 1634 le nombró caballero de la Orden de Santi Maurizio e Lazzaro, se retiró definitivamente a su Campione natal en 1639, aunque todavía pintó al fresco en diversas iglesias lombardas, como las parroquiales de Consiglio di Rumo y Pianello del Lario, y en la undécima capilla del Sacro Monte di Varese.
Hombre versátil, se encargó también de trabajos de ingeniería en el santuario de la Madonna del Saso en Locarno y realizó las figuras en estuco de la fachada del Palacio Real de Turín. Al óleo y sobre soportes diversos pintó motivos religiosos, alegóricos y mitológicos en un estilo elegante y delicado, aunque en ocasiones un tanto afectado.